# Zenon av Kaunos

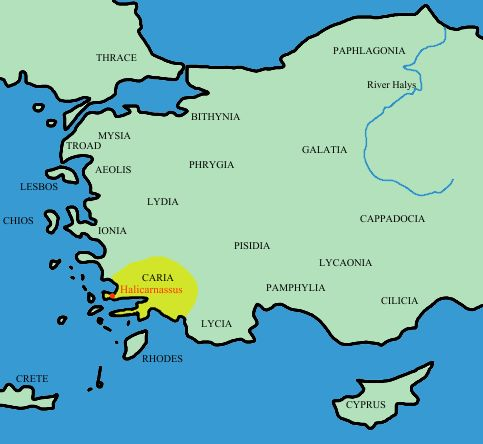
Karta över Karien där Zenon troligen föddes

Zenon av Kaunos (grekiska: Ζήνων) var en grekisk förvaltare och skribent som levde under Antiken kring 200-talet f. Kr. Zenon är känd för att ha efterlämnat ett stort papyrusarkiv med information om dåtidens vardagsliv i Antikens Egypten.

## Biografi
Endast lite är känt om Zenons liv. Han föddes troligen kring år 285 f. Kr. i Kaunos i Karien och var son till Agreophon och hade troligen två bröder. Zenon reste i unga år till staden Philadelphia i guvernementet Faijum i Egypten.
År 260 f. Kr. började Zenon där arbeta som sekreterare för Appolonios som var Ptolemaios II Filadelfos skattmästare. Efter en resa kring Nildeltat drabbades Zenon av en sjukdom som tvingade honom till andra arbetsuppgifter och han började med förvaltningen av Apollonios stora gods. År 248 f. K. slutar Zenon sin tjänst och drar sig tillbaka till privatlivet men han blev en välbärgad man och ägde själv stora egendomar.
Sista anteckningar kring Zenon är daterade till år 229 f. Kr.

## Papyrusarkivet
Papyrusmanuskripten omfattar cirka 2 000 ark, samlingen upptäcktes åren 1914 eller 1915 nära Kom el-Kharaba i guvernementet Faijum i Egypten. Manuskripten såldes till olika institutioner bland annat i Italien och USA.
Texterna är främst skrivna på Demotiska och Klassisk grekiska. Arkivet sträcker sig från år 261 f. Kr. till slutet av 240-talet f. Kr.
Manuskripten innehåller privatbrev, ansökningar, förvaltningsdokument och liknande vardagsärenden och ger en stor inblick i dåtidens samhälle.
År 238 f. Kr. överlämnades manuskripten till någon annans förvaltning.
1987 startade "Perseus Project" vid Tufts University i Massachusetts med mål att göra alla manuskript tillgängliga på internet.